# Darko Tresnjak
Darko Tresnjak (Zemun, 1976) è un regista teatrale serbo naturalizzato statunitense.

## Biografia
Nato a Zemun, nel 1976 Darko Transjak si trasferì in Maryland con la madre, dove ottenne la cittadinanza e studiò allo Swarthmore College e alla Columbia University. Direttore artistico dell'Hartford Stage di Hartford dal 2012 al 2019, Tresnjak ha fatto il suo debutto a Broadway come regista nel 2013 con la prima di A Gentleman's Guide to Love and Murder, per cui vinse il Tony Award alla miglior regia di un musical. Nel 2017 tornò a Broadway per dirigere il musical Anastasia. Nel corso della sua carriera ha diretto non solo opere di prosa e musical, ma anche opere liriche, tra cui I fantasmi di Versailles alla Los Angeles Opera nel 2015 e Samson et Dalila al Metropolitan nel 2018.